# آروو آلر
آروو آلر (استونیایی: Arvo Aller؛ زادهٔ ۲۸ ژوئیهٔ ۱۹۷۳) سیاست‌مدار اهل استونی است. وی از دسامبر ۲۰۱۹ تا ژانویه ۲۰۲۱ وزیر امور روستایی استونی بوده.